# Оберрайхенбах (Шварцвальд)
Оберрайхенбах (нем. Oberreichenbach) — община в Германии, в земле Баден-Вюртемберг.
Подчиняется административному округу Карлсруэ. Входит в состав района Кальв. Население 2880 человек. Занимает площадь 35,99 км².
Коммуна подразделяется на 4 сельских округа.

## Население
| Год  | Численность |
| ---- | ----------- |
| 2010 | 2810        |

| Год  | Численность | Численность |
| ---- | ----------- | ----------- |
| 1975 | 2088        | [ 4 ]       |
| 2017 | 2836        | [ 1 ]       |
| 2019 | 2831        | [ 5 ]       |
| 2021 | 2931        | [ 6 ]       |
| 2022 | 3019        | [ 7 ]       |
| 2023 | 3072        | [ 2 ]       |